# Paspalum praecox
Paspalum praecox là một loài thực vật có hoa trong họ Hòa thảo. Loài này được Walter mô tả khoa học đầu tiên năm 1788.